# Laccogrypota costalis
Laccogrypota costalis är en insektsart som beskrevs av Schmidt 1920. Laccogrypota costalis ingår i släktet Laccogrypota och familjen spottstritar. Inga underarter finns listade i Catalogue of Life.